# 高知テレメッセージ
高知テレメッセージ（こうちテレメッセージ）は、かつて1980年代後半から1990年代にかけて高知をサービスエリアとしてポケットベルなどの事業を行っていた企業。

## 概要
当時はテレメの通称で知られ、1990年代中盤の爆発的なポケベル人気の中でNTTドコモと並んで加入者を急増させたが、その後ポケベル人気の中核をなしていた高校生から20代前半の若者らが携帯電話やPHSに急速に移行したことから基地局などの通信設備が過剰となり、その減価償却などに苦しむこととなった。

## 沿革
- 1989年
  - 9月12日 設立[1]
  - 12月13日 事業申請、無線局免許申請[2]
- 1990年
  - 3月2日 第一種通信事業許可[3]
  - 7月1日 開業[4]
  - 9月18日 本店を高知市本町三丁目2番15号から同市東雲町3番10号に移転
- 2000年
  - 6月14日 解散を定時株主総会で決議[5]
  - 9月8日 高知地方裁判所の命令により特別清算開始
- 2001年2月14日 高知地方裁判所の特別清算終結の決定が確定し会社は消滅

## 通信端末
詳細はテレメッセージ内の通信端末を参照のこと。